# CRD2
CRD2（シーアールディーツー、Commercial Removal of Debris Demonstration、商業デブリ除去実証）は、宇宙航空研究開発機構 (JAXA) が民間企業と連携してスペースデブリ（宇宙ゴミ）の除去技術の開発と実証を行うプログラムである。
2つのフェーズで構成され、フェーズIでは大型スペースデブリへの近接ランデブーと撮影を行い、フェーズIIでは大型デブリの捕獲・大気圏への突入による除去を行う。フェーズIはアストロスケールに委託され、2024年に同社の衛星ADRAS-Jでデブリの周回観測に成功した。フェーズIIもアストロスケールが委託先に選定され、2028年第4四半期に実際にデブリ除去を実施するスケジュールとなっている。

## 背景

### 宇宙空間でのランデブーと捕獲
宇宙空間において2つの人工衛星が似た軌道上で接近することをランデブーという。ランデブーは２つの人工衛星が物理的に接触（あるいは捕獲）することを目的としていることが多く、その中でも２つの人工衛星が離れないよう結合させることをドッキングという。無人の人工衛星同士でランデブー・ドッキングを行ったのは旧ソ連のコスモス186,188号が世界で初めてである。その後日本ではきく7号でチェイサー衛星ひこぼしとターゲット衛星おりひめでこれらに成功している。米国ではNASAの衛星DARTが別の衛星MUBLCOMを標的にランデブー実験を行ったが、両機の衝突により失敗に終わった。国防高等研究計画局 (DARPA) のOrbital Expressミッションでは衛星ASTROがNEXTSatとのランデブー・ドッキングに成功している。2018年に打ち上がったイギリスのRemoveDEBRISは自機から分離したCubeSatのDebrisSat 1を網で捕獲する実験に成功した。2019年に打ち上がったノースロップ・グラマンの衛星MEV-1は世界で初めてドッキングを想定した造りとなっていない運用中の衛星へのドッキングに成功した。MEV-1はドッキング相手の衛星インテルサット901のエンジンノズルを掴むことでドッキングを実現させている。

### 非協力物体へのランデブー

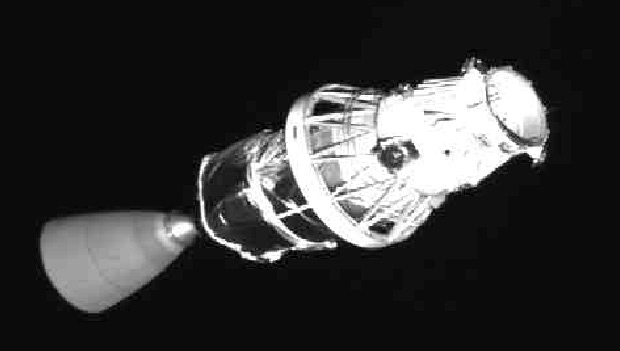
XSS-10によって撮影されたデルタ IIロケットの上段。CRD2フェーズIではこのような画像の取得が期待されている。

運用を終え稼働していない人工衛星・ロケットは宇宙ゴミの中ではサイズが大きい部類となるが、その状態を遠方から調べる手段は限られている。これらの非協力物体を近くから観測した例として、アメリカ空軍研究所が2003年に打ち上げた衛星XSS-10はロケットから分離後、搭載されていたロケット上段の近傍で姿勢制御を行いつつその撮影を行った。2006年に打ち上がったDARPAのMiTExミッションでは二か月前に故障により運用できなくなった衛星DSP-23に対し二機の小型衛星が接近し観測を行った。日本では2021年に打ち上がった川崎重工の衛星DRUMSが自機から分離した宇宙ゴミを模擬したターゲットの観測を行っている。これらの事例はいずれも稼働停止からの期間が短かった宇宙ゴミに接近したものであり、運用停止後数年単位の時間が経過した宇宙ゴミへのランデブーはCRD2フェーズIが世界で初めて挑むことになる。

## CRD2の特徴

### 契約形態
CRD2のプロジェクト形態は従来のJAXAのプロジェクトとは異なり、民間事業者から「衛星を調達」するのではなく「サービスと研究開発成果を調達」する新しい取り組みとしている。事業者に対する報酬は4段階のマイルストーン達成に応じて段階的に支払われる。事業者側の裁量が大きく、JAXAの設計標準の適用を求めないなど開発プロセスの自由度が高く、事業者独自ミッションを設定することも可能である。この新しい試みはNASAが2008年に契約した商業軌道輸送サービス（COTS）のスキームを参考にしており、同契約は国際宇宙ステーション用の民間補給船としてオービタル・サイエンシズとスペースXがそれぞれシグナス宇宙船とドラゴン宇宙船の開発を成功させている。

## CRD2フェーズI
2020年、JAXAはCRD2フェーズIを請け負う企業としてアストロスケールを選定した。アストロスケールは本ミッションのために衛星ADRAS-J（Active Debris Removal by AstroScale-Japan）を開発し、その運用を行う。ADRAS-Jはロケット・ラボのエレクトロンロケットによってニュージーランドのマヒア半島から打ち上げられる。ロケット・ラボがJAXAの衛星の打ち上げを行うのは今回が初めてである。なおこの打ち上げは同社によってOn Closer Inspectionというミッションネームが付けられている。打ち上げは2024年2月18日に予定されている。ADRAS-Jはいぶきの打ち上げに使用されたH-IIAロケット15号機の上段に近接し様々なマヌーバを試験する。アストロスケールはこの技術をRPO (Rendezvous and Proximity Operations)と呼んでいる。
2024年に撮影した画像を公開した。

## CRD2フェーズII
CRD2フェーズIIは2026年度以降の実施が構想されている。